# Parque Nacional Maderas del Carmen
Parque Nacional Maderas del Carmen är en park i Mexiko.   Den ligger i delstaten Coahuila, i den norra delen av landet, 1 100 km norr om huvudstaden Mexico City. Parque Nacional Maderas del Carmen ligger 1 779 meter över havet.
Terrängen runt Parque Nacional Maderas del Carmen är huvudsakligen kuperad, men åt sydost är den bergig. Runt Parque Nacional Maderas del Carmen är det glesbefolkat, med 11 invånare per kvadratkilometer. Omgivningarna runt Parque Nacional Maderas del Carmen är i huvudsak ett öppet busklandskap.